# Флаг Ленинградской области
Флаг Ленингра́дской области — наряду с гербом, основной символ государственной власти, отображающий общественно-исторический и государственно-правовой статус Ленинградской области как субъекта Российской Федерации.

## Описание
Флаг Ленинградской области был утвержден 9 декабря 1997 года. Он представляет собой прямоугольное полотнище с отношением длины к ширине 3:2. На белом поле в центре изображён герб Ленинградской области в виде геральдического щита голубого цвета. Вверху щита изображена красная полоса, на фоне которой белые зубцы крепостной стены. В центре щита изображены перекрещенные серебряный якорь и ключ золотистого цвета. В нижней части флага по всей длине в виде остроконечных волн расположены красная полоса, над ней — голубая полоса, разделённые пополам белой волнистой полосой.
Основные цвета флага Ленинградской области повторяют цветовое сочетание российского флага. Это показывает территориальное и политическое единство региона со всей страной. Волны обозначают расположение региона на берегу Финского залива, а также множество водоемов: 1800 озер и более 25 тысяч рек.